# Corpus Christi College (Oxford)

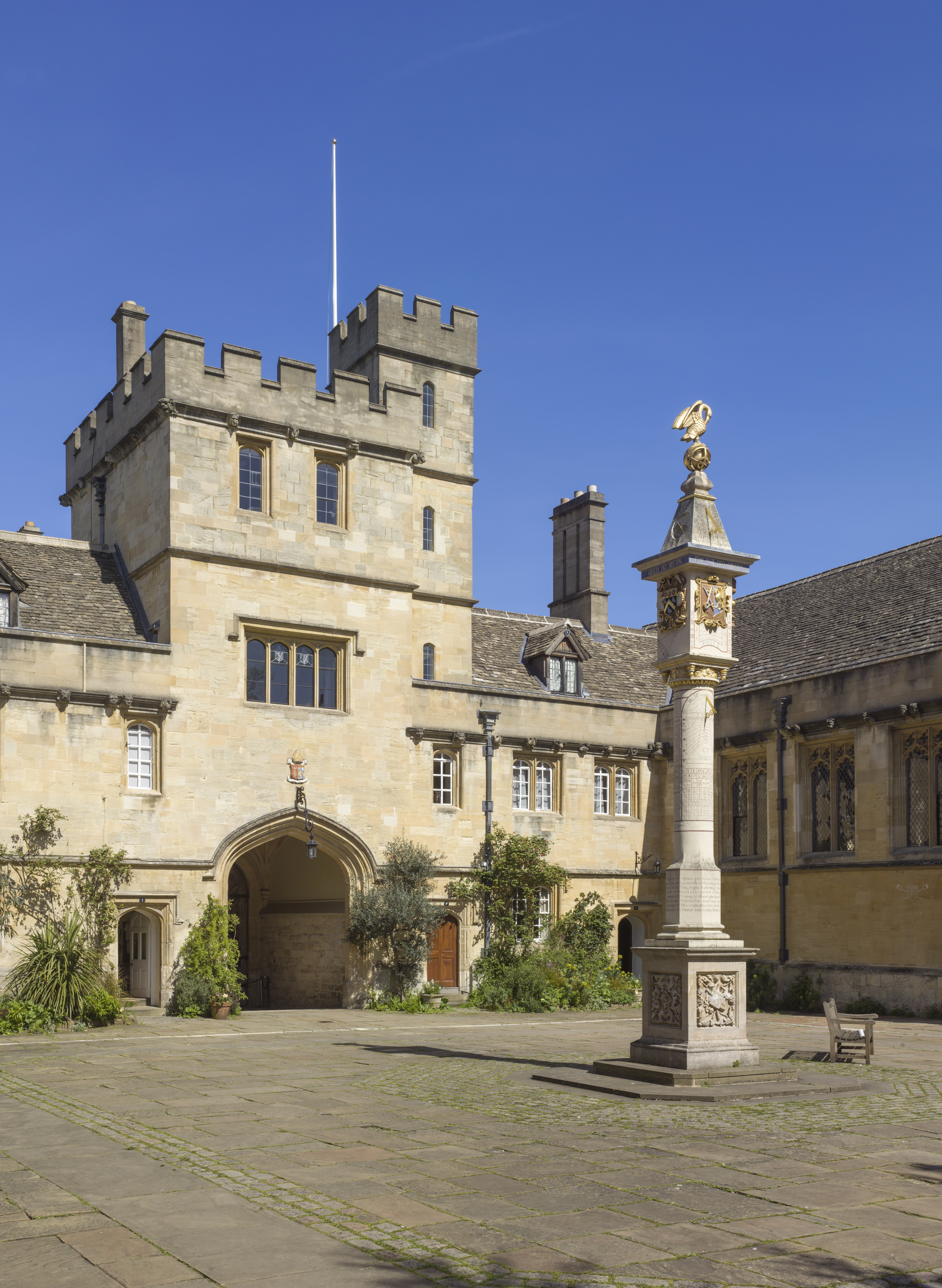
Eingangsbereich des Corpus Christi College

Das Corpus Christi College (CCC) ist ein College der University of Oxford.

## Geschichte
Richard Fox, der Bischof von Winchester, gründete 1517 dieses kleine College für das Studium von Theologie, Latein und Altgriechisch. Heute deckt das College einen großen Teil des Fächerspektrums der Universität ab. Im Haupthof steht eine Sonnenuhr, die 1581 von Charles Turnbull konstruiert wurde. Die Spitze wird von einem Pelikan geziert, der den Leib Christi (Corpus Christi) symbolisiert.

## Präsidenten
Präsidenten des Corpus Christi College in Oxford waren von 1881 bis 1904 Thomas Fowler, von 1904 bis 1924 Thomas Case (1844–1925), von 1924 bis 1933 Percy Stafford Allen und ab 1933 Richard Winn Livingstone (1880–1960).

## Bekannte ehemalige Studenten
- Al Alvarez, Lyriker, Schriftsteller und Literaturkritiker
- Max Beloff, Baron Beloff, Historiker
- Isaiah Berlin, politischer Philosoph und Ideengeschichtler
- Charles Otto Blagden, Orientalist und Sprachwissenschaftler
- Ian Bostridge, Opernsänger
- Robert Bridges, Dichter
- William Buckland, Theologe, Geologe und Paläontologe
- John Y. Campbell, Ökonom und Hochschullehrer
- Edmund Kerchever Chambers, Literaturkritiker und Shakespearegelehrter
- Geoff Dyer, Autor
- Henry Fairlie, Journalist und Autor
- Herbert Paul Grice, Philosoph
- Richard Hooker, Theologe
- Alfred William Hunt, Maler
- Clyde Kluckhohn, Ethnologe und Soziologe
- Robert Liddell, Schriftsteller und Literaturwissenschaftler
- David Miliband, von 2007 bis 2010 Außenminister des Vereinigten Königreichs. Seit 2013 ist er Präsident des International Rescue Committee mit Sitz in New York
- Ed Miliband, 2010 bis 2015 der Parteichef der Labour Party
- Thomas Nagel, Philosoph
- Henry Nettleship, klassischer Philologe
- Henry Newbolt, Dichter, Schriftsteller und Historiker
- James Innell Packer, Theologe
- Edward Pococke, Orientalist und Theologe
- Boris Rankov, Althistoriker und Ruderer
- John Ruskin, Autor, Maler, Kunsthistoriker und Sozialphilosoph
- Vikram Seth, Autor
- Nicholas Udall, Dramatiker, Erzieher und Kanonikus
- Juan Luis Vives, Humanist, Philosoph und Lehrer
- William Waldegrave, britischer Politiker der Conservative Party, Mitglied im House of Lords
- Emily Wilson, Altphilologin